# Дьяконов, Пётр Андреевич
Пётр Андре́евич Дья́конов (род. 6 сентября 1981 г., Киров Кировской области) — российский  хоккеист, выступавший за клуб Казахстанской хоккейной лиги «Казахмыс». Тренер по вратарям КОГАУ «СШ «Дымка» (Киров)

## Биография
Воспитанник ДЮСШ «Союз». Первый тренер — Пестов А.Ф. Начал игровую карьеру в системе нижегородского «Торпедо», в сезоне 1998/1999 сыграв 1 матч за «Мотор» из Заволжья (Высшая лига ФХР), в сезоне 2001/2002 играя за «Торпедо-2» (Первая лига).
В 2002—2010 годах защищал ворота клубов Высшей лиги «Элемаш» из Электростали (2002/2003), кирово-чепецкую «Олимпию» (2003—2007), лениногорский «Нефтяник» (2006/2007), ХК «Дмитров» (2007/2008), орский «Южный Урал» и курганское «Зауралье» (2008/2009), волжской «Ариаде-Акпарс» и ижевской «Ижстали» (2009/2010). В том же сезоне (2009/2010) в составе клуба «Казахмыс» из Сатпаева выступал в Казахстанской хоккейной лиге.
Завершил игровую карьеру в клубе Первой российской лиги «Титан» из подмосковного Клина в сезоне 2010/2011, после чего начал тренировать детские и юниорские команды в Кирове.
Работает тренер по хоккейным вратарям Кировского областного государственного учреждения «Спортивная школа «ДЫМКА», г. Киров.